# Argonauta hians
Argonauta hians (лат.) — вид осьминогов из семейства Argonautidae.

## Описание
Тело самки размещается в тонкостенной, лишенной камер вторичной раковине, прикрепляемой к дорзальным рукам. Карликовые самцы и вовсе лишены раковины. Тело мясистое, плотное, овальной формы, относительно узкое, полностью гладкое. Голова не крупная, не шире самого тела. Руки сравнительно короткие с двумя рядами присосок. Присоски некрупного размера. Оба ряда присосок широко расставлены друг от друга. Наиболее крупные присоски находятся на дорзальных руках. Замыкающий хрящ воронки в середине глубоко вдавлен. Орган воронки состоит из одной V-образной дорзальной и двух удлинённых вентральных долей. Воронка очень длинная, ее передний конец значительно выдается за разветвление вентральных рук и достигает уровня третьей присоски. Умбрелла рудиментарна, аквифероусные поры и рудименты внутренней раковины полностью отсутствуют. Гектокотилизирована третья левая рука. Гектокотиль очень длинный, его дистальная часть кнутовидная, в зрелом состоянии он отрывается от тела самца и самостоятельно проникает в мантийную полость самки.
Раковина слабо уплощена и лишена «ушек». Ширина раковины составляет 65—67 % от её длины. Боковые ребра раковины выражены, но не многочисленны и располагаются не тесно друг к другу. Количество ребер с каждой стороны — 12—23 (чем крупнее особь — тем их количество выше). Бугры на раковине высокие, с каждой стороны киля их количество составляет 7—13 штук. Киль широкий, его ширина равна половине ширины самого устья. Поверхность раковины в тонкой скульптуре. Окраска серая или серо-коричневая, в основании бугров и рёбер раковин она более тёмная.

## Ареал
Ареал вида охватывает тропические и субтропические области Мирового океана, к северу доходит до 43° с. ш. в Атлантическом океане и до берегов Японии в Тихом океане. Возможны заплывы в район южных островов Курильской гряды.

## Биология
Теплолюбивый вид, обитающий в поверхностных водах. Взрослые особи держатся небольшими стайками, образованными, по-видимому, из представителей одного пола. Ведут преимущественно ночной образ жизни. Питаются преимущественно другими пелагическими моллюсками. Яйца светло-оливкового цвета, собраны в четковидные шнуры.